# Orchinea attica
Orchinea attica är en orkidéart som först beskrevs av Heinrich Carl Haussknecht, och fick sitt nu gällande namn av Francisco María Vázquez. Orchinea attica ingår i släktet Orchinea och familjen orkidéer.
Artens utbredningsområde är Grekland. Inga underarter finns listade i Catalogue of Life.